# خوان خوسيه بيريرا زامبرانو
خوان خوسيه بيريرا زامبرانو (بالإسبانية: Juan José Pereira Zambrano)‏ هو لاعب كرة قدم إسباني، ولد في 19 مارس 1984 في Ontinyent ‏ في إسبانيا. لعب مع كولتورال ليونيسا ونادي ألباسيتي ونادي ألكويانو ونادي أوريويلا ونادي أونتينيينت ونادي إكستريمادورا ونادي سبتة.

## وصلات خارجية
- خوان خوسيه بيريرا زامبرانو على موقع قاعدة بيانات كرة القدم.إي يو (الإنجليزية)
- خوان خوسيه بيريرا زامبرانو على موقع AS.com (الإسبانية)